# Ito Suguru
Ito Suguru (sinh ngày 7 tháng 9 năm 1975) là một cầu thủ bóng đá người Nhật Bản.

## Giải vô địch bóng đá U-20 thế giới
Ito Suguru được triệu tập vào đội tuyển U-20 Nhật Bản tham dự Giải vô địch bóng đá U-20 thế giới 1995.